# Porträt einer jungen Frau in Flammen
Porträt einer jungen Frau in Flammen (Originaltitel Portrait de la jeune fille en feu, englischsprachiger Festivaltitel: Portrait of a Lady on Fire) ist ein französischer Spielfilm von Céline Sciamma aus dem Jahr 2019. Das Drama spielt im 18. Jahrhundert und stellt eine Malerin (Noémie Merlant) in den Mittelpunkt, die den Auftrag erhält, im Geheimen das Hochzeitsporträt einer Adeligen (Adèle Haenel) anzufertigen, die sich gegen ihre Vermählung sträubt. Je mehr Zeit die beiden jungen Frauen miteinander verbringen, desto stärker fühlen sie sich zueinander hingezogen.
Die Uraufführung des Films fand am 19. Mai 2019 im Wettbewerb des 72. Filmfestivals von Cannes statt. Ein Kinostart in Frankreich erfolgte am 18. September 2019, in Deutschland am 31. Oktober 2019.

## Handlung
Frankreich im Jahr 1770: Die junge Malerin Marianne reist auf eine abgelegene Insel in der Bretagne. Sie hat von einer verwitweten italienischen Gräfin den Auftrag erhalten, ein Porträt von deren Tochter Héloïse anzufertigen. Diese soll mit einem Adeligen aus Mailand verheiratet werden, das Gemälde soll die Verbindung der beiden besiegeln. Die rebellische Héloïse, die nach dem mysteriösen Tod ihrer Schwester aus dem Konvent geholt wurde, um deren Stelle einzunehmen, möchte aber nicht mit einem ihr unbekannten Mann verheiratet werden und weigert sich daher, für ein Porträt Modell zu stehen. Nachdem der letzte Maler erfolglos abgereist ist, soll sich Marianne nun als Gesellschafterin ausgeben. Während gemeinsamer Spaziergänge am Strand und auf den Klippen soll sie Héloïse heimlich studieren und dann aus dem Gedächtnis auf die Leinwand bringen.
Sie versucht, genug von ihr zu sehen, um ihr Wesen in einem Bildnis erfassen und zum Ausdruck bringen zu können. Als das Porträt fertiggestellt ist, will Marianne es zunächst Héloïse zeigen und ihr damit auch persönlich den wahren Grund ihres Besuchs erklären. Die überraschte Héloïse äußert sich jedoch vernichtend über das konventionell gestaltete Gemälde und zweifelt daran, dass Marianne sie je richtig gesehen hat. Die zutiefst getroffene Marianne macht daraufhin das noch feuchte Ölbild unkenntlich. Als die von der erneuten Erfolglosigkeit frustrierte Gräfin beschließt, Marianne fortzuschicken, erklärt sich Héloïse überraschend bereit, doch für sie Modell zu sitzen. Die Gräfin willigt ein und verreist für einige Tage.
Ein zweites Mal nähern sich die beiden Frauen einander an und verbringen in Abwesenheit von Héloïses Mutter eine unbeschwerte Zeit miteinander. Sie entwickeln zudem eine Freundschaft zur Hausangestellten Sophie, die sie bei einer Abtreibung unterstützen. Je mehr Zeit sie miteinander verbringen, desto stärker fühlen sich die beiden Frauen zueinander hingezogen. Héloïse erfährt derweil von Marianne, dass Malerinnen nicht an Männerakten üben dürfen. Daraufhin schlägt sie vor, die Abtreibungsszene mit Sophie nachzustellen, was Marianne mit Skizzen zu Papier bringt. Je näher sich die beiden Frauen kommen, desto stärker verändert sich auch Mariannes Darstellung der Geliebten.  Es gelingt ihr sogar, Héloïses geheimnisvolles Lächeln auf die Leinwand zu bannen.
Am Ende müssen die beiden Frauen sich jedoch nach der Rückkehr der Gräfin und der Übergabe des fertiggestellten Gemäldes trennen. Héloïse wird wie geplant nach Mailand verheiratet, Marianne verdient sich ihren Lebensunterhalt später mit einer Stelle als Zeichenlehrerin für Frauen. Marianne sieht Héloïse noch einmal auf einem Gemälde im Rahmen einer Ausstellung, auf dem Héloïse mit einem (vermutlich ihrem) Kind und einem Buch in der rechten Hand dargestellt wird. Ihr Zeigefinger zeigt auf eine leicht geöffnete Stelle im Buch, auf dem der Maler die Zahl 28 gemalt hat. Marianne hatte am Tag vor dem Abschied ein Selbstporträt auf die Seite 28 des Buches, das sie Héloïse gegeben hatte, gemalt. Zuletzt sieht Marianne sie noch einmal allein auf dem Rang sitzend bei einem Konzert. Gespielt wird Vivaldis Vier Jahreszeiten, ein Stück, das sie ihr während ihrer gemeinsamen Zeit versuchte, auf einem Cembalo vorzuspielen. Héloïse ist von der Musik zu Tränen gerührt, bemerkt Marianne jedoch nicht.

## Produktion

### Entstehungsgeschichte
Mit Porträt einer jungen Frau in Flammen realisierte Céline Sciamma ihren vierten Spielfilm, für den sie auch das Drehbuch schrieb. In Vorbereitung auf das Skript beschäftigte sie sich zwei Jahre lang mit der Künstlerinnenbewegung im 18. Jahrhundert und konsultierte auch eine Kunstsoziologin, um die Figur der Marianne für die damalige Zeit möglichst authentisch zu zeichnen. Tatsächlich gab es zu der Zeit vor der Französischen Revolution über hundert Malerinnen, von denen aber nur die wenigsten heute noch bekannt sind.
Hatte Sciamma zuvor mit Water Lilies (2007), Tomboy (2011) und Mädchenbande (2014) an einer Jugendfilm-Trilogie gearbeitet, in der sie Fragen der Femininität und des Geschlechts nachgegangen war, wollte sie mit ihrem neuen Film ein „erwachsenes Gefühl“ einfangen. Als größte Herausforderung beschrieb Sciamma, den „intimen Aspekt“ der Geschichte einzufangen.
Nachdem Sciamma bei ihren vorherigen Filmen vor allem mit Laien- und Nachwuchsdarstellern gearbeitet hatte, setzte sie bei Porträt einer jungen Frau in Flammen erstmals auf eine professionelle Besetzung. Die Rolle der Héloïse übernahm Adèle Haenel, die bereits 2007 in Sciammas Water Lilies gespielt hatte und mit der Regisseurin zeitweise in einer Beziehung war. Sciamma gab an, Haenel und ihren schauspielerischen Qualitäten die Rolle auf den Leib geschrieben zu haben. Neben den zwei Hauptfiguren und zwei wichtigen Nebenfiguren erscheinen andere Charaktere nur am Rande, männliche Figuren sprechen gar nur wenige kurze Sätze.
Der Film erhielt eine Produktionsförderung von der Région Île-de-France in Höhe von 380.000 Euro und eine weitere Förderung vom Centre national de la cinématographie.

### Dreharbeiten, Szenenbild und Kostüme

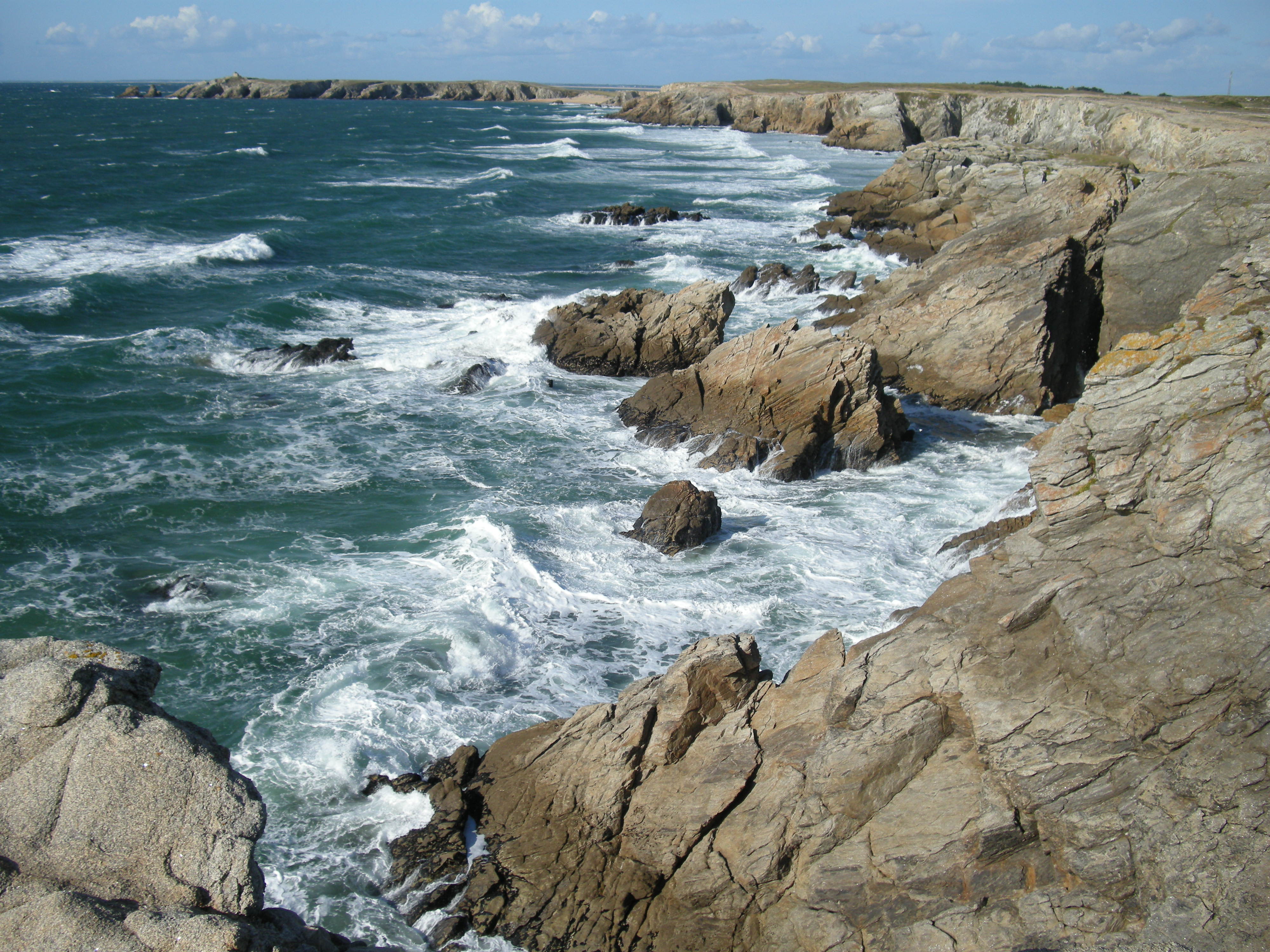
Die Dreharbeiten fanden auf der Halbinsel Quiberon statt, an der Côte sauvage

Der Film wurde innerhalb von 34 Tagen im Herbst 2018 auf der Halbinsel Quiberon, in der Bretagne im Département Morbihan, abgedreht. Hier entstanden unter anderem Aufnahmen an der Côte sauvage, auf der Atlantikseite mit kleinen Sandstränden zwischen den felsigen Buchten Port Blanc und Port Bara. Das Schloss, in dem die Innenszenen gedreht wurden, steht in einem Pariser Vorort und ist seit dem 18. Jahrhundert vergleichsweise unverändert geblieben.
Die Filmcrew bestand mehrheitlich aus Frauen, was bei Filmproduktionen nach wie vor sehr ungewöhnlich ist. Der Kamerafrau Claire Mathon kam eine besonders wichtige Aufgabe zu, da der Film viel durch die Blicke der beiden Hauptfiguren lebt und das Thema von Maler (bzw. Kamera) und Subjekt aufgriff. Mathon und Sciamma studierten zusammen die Filme von Ingmar Bergman, da dieser meisterhaft Nähe und Intimität inszenieren konnte. Sie stimmten sich bei jeder einzelnen Szene genau ab, wie diese gefilmt werden sollte. Das Szenenbild schuf Thomas Grézaud, mit dem Sciamma bereits für Tomboy und Mädchenbande zusammenarbeitete. Bewusst wurde sich damit zurückgehalten, die Räume – wie ansonsten oft im Historienfilm üblich – mit Dekor auszustaffieren. Als Kostümdesignerin fungierte Dorothee Guiraud, die jeweils ein Hauptkostüm für jede Figur entwarf. Sie achtete darauf, dass die Kostüme realistisch für das 18. Jahrhundert waren, aber verzichtete beim Entwurf auf zeittypische Details an den Kleidern wie etwa Stickereien, um eine Einfachheit und symbolische Lesbarkeit der Kostüme zu erzielen.
Die Porträts schuf die Malerin Hélène Delmaire, die auch als Hand-Double für Noémie Merlant fungierte. Merlant wiederum beobachtete Delmaire bei ihrer Arbeit genau, um Blicke und Verhaltensweisen aufzufangen, die sie in ihre Figur einfließen lassen konnte.

### Filmmusik und Sounddesign
Die Filmmusik komponierten Jean-Baptiste de Laubier, der auch die Musik für Tomboy und Mädchenbande schuf, und Arthur Simonini, der  ebenfalls an der Arbeit von letzterem beteiligt war. Leslie Felperin von The Hollywood Reporter bemerkt, dass im Film zwei Musikstücke strategisch verteilt auftauchen, um eine Klanglandschaft zu intensivieren, die ansonsten nur aus natürlichen Geräuschen, Stille und dem Seufzen von Liebenden besteht. Eines ist eine seltsame A-cappella-Version, die von den Frauen zunächst fast atonal gesungen wird und dann in ein intensives Chorwerk übergeht. Das andere ist ein Ausschnitt aus Antonio Vivaldis Vier Jahreszeiten, der einmal in der Mitte des Films von Marianne an einem Cembalo gespielt wird, um Héloïse zu erfreuen. Dieses werde am Ende wiederholt, so Felperin, wo es mit einer langen Kamerafahrt verschmelze, die Héloïse in ihren Bann zieht, als sie einen Sturm von Emotionen erlebt, der dem musikalischen Sturm folgt, den sie hört. Dies sei buchstäblich ein richtiger Knalleffekt und zeige in einem Moment, wie eine Frau kathartische Gefühle erlebt, während sie klassische Musik hört.

### Veröffentlichung und Filmrechte
Das Historiendrama wurde am 19. Mai 2019 im Rahmen der Internationalen Filmfestspiele von Cannes erstmals gezeigt und konkurrierte dort im Wettbewerb um die Goldene Palme. Hier sicherten sich Neon (Kino) und Hulu (Online-Auswertung) die Vertriebsrechte für Nordamerika nach einem Bieterwettstreit mit Sony Pictures Classics und Netflix. Im August 2019 wurde er beim Melbourne International Film Festival vorgestellt. Ende Juli und Anfang August 2019 wurde er beim Jerusalem Film Festival gezeigt. Im September 2019 wird der Film beim Toronto International Film Festival im Rahmen der Special Presentations gezeigt und im gleichen Monat im Rahmen der Filmkunstmesse Leipzig und beim Festival Internacional de Cine de San Sebastián in der Sektion Perlak vorgestellt werden. Ende September, Anfang Oktober 2019 wird er beim Zurich Film Festival, beim New York Film Festival und beim Filmfest Hamburg gezeigt werden. Anfang Oktober 2019 soll er beim London Film Festival vorgestellt werden und hiernach beim Film Festival Cologne. Ein Kinostart in Frankreich erfolgte am 18. September 2019, in Deutschland am 31. Oktober 2019 und in den USA am 6. Dezember 2019. Die Vorstellung eines ersten deutschen Trailers erfolgte Anfang September 2019.

## Synchronisation
Die deutsche Synchronfassung entstand 2019 bei der DMT Digital Media Technologie GmbH in Hamburg. Für die Übersetzung der Dialoge und die Dialogregie zeigte sich Beate Klöckner verantwortlich. In der deutschen Synchronfassung sprechen: Maximiliane Häcke für Noémie Merlant als Marianne, Mia Diekow für Adèle Haenel als Héloïse, Josephine Martz für Luàna Bajrami als Angestellte Sophie, und Dagmar Dreke für Valeria Golino als Gräfin.

## Rezeption

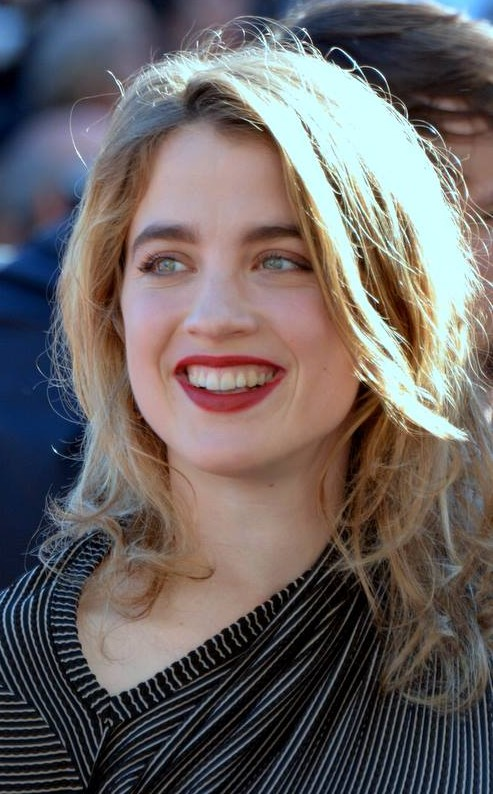
Adèle Haenel übernahm die Rolle der Héloïse

### Altersfreigabe
In Deutschland wurde der Film von der FSK ab 12 Jahren freigegeben. In der Freigabebegründung heißt es, Szenen, die Themen wie Sex, Abtreibung oder Suizid behandeln, seien zurückhaltend inszeniert und oft nur in Dialogen angedeutet.

### Internationale und französische Kritik
Auf der Website Rotten Tomatoes konnte der Film nahezu alle Kritiker überzeugen und erhielt hierbei eine durchschnittliche Bewertung von 9 der möglichen 10 Punkte. Auf der Website Metacritic wurden alle bisher vergebenen Filmkritiken positiv bewertet und Porträt einer jungen Frau in Flammen erhielt 92 von möglichen 100 Prozent. Sciammas Regiearbeit wurde als Mitfavorit auf die Goldene Palme, den Hauptpreis des Filmfestivals von Cannes, gehandelt und erhielt im internationalen Kritikenspiegel der britischen Fachzeitschrift Screen International 3,3 von 4 möglichen Sternen. In einem rein französischen Kritikerspiegel der Website Le film français sahen nur 2 von 15 Kritikern (Pierre Vavasseur, Le Parisien; Samuel Douhain, Telerama) den Film als Palmen-Favoriten an.

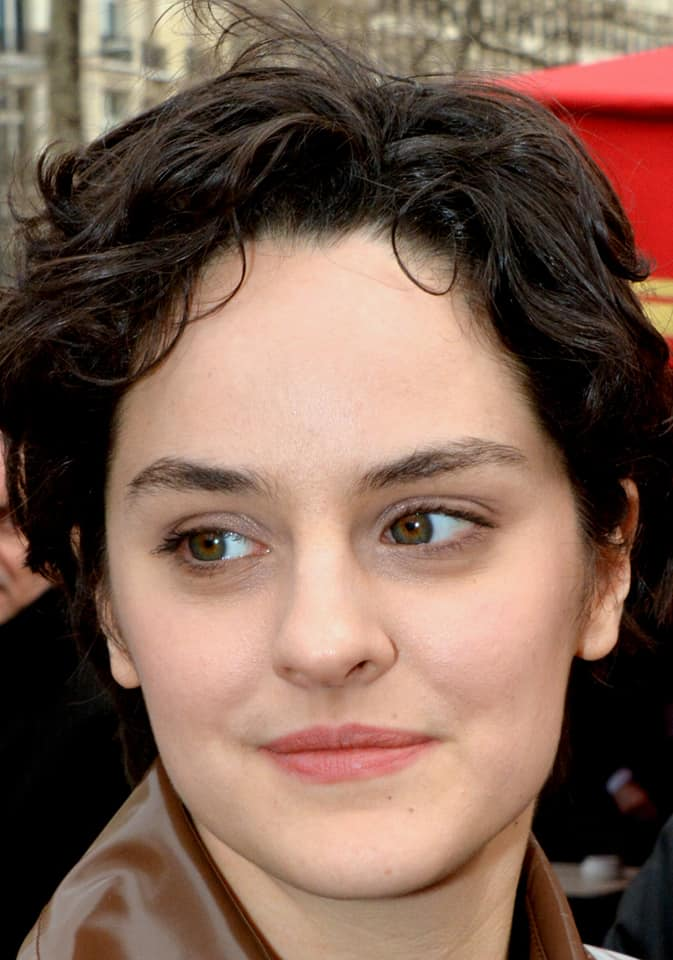
Noémie Merlant spielt die Rolle der Marianne

Véronique Cauhapé (Le Monde) fiel auf, dass Sciamma trotz Wechsel von Epoche und Szenerie ihre bisherigen Themen als Filmemacherin mit diesem „präzisen, flüssig“ inszenierten Film nicht aufgegeben hätte. Im Gegenteil unterstreiche die Perspektive des 18. Jahrhunderts, „was bleibt oder was sich geändert hat, was Frauen durch das Gesetz der Männer ausgesetzt waren und wie sie dazu kamen, es manchmal zu umgehen“, so Cauhapé. Sciamma verwende aber moderne Akzente, um den Zuschauer wach zu halten.
Elisabeth Franck-Dumas (Libération) fühlte sich zu ihrer eigenen Überraschung an das Werk Charlotte Brontës erinnert und verglich die Figur der Marianne mit der von Jane Eyre. Marianne sei eine der schönsten Figuren des Filmfestivals und werde „mit einer verrückten Präzision […] mit großen Augen voller Intelligenz und Begierde“ von Noémie Merlant verkörpert. Franck-Dumas teilte den Film in zwei Teile, einem ersten, etwas „akademisch“ gehaltenen Part, der sich um das Porträt von Héloïse drehe, und einem zweiten, aufregenderen Teil, der zu Marianne wechsle. Dieser nehme sich „der Künstlerin als junge Frau“ an. Marianne „erklärt die Kunst, befreit sich von auferlegten Regeln, betrachte ihr Modell auf Augenhöhe“, so Franck-Dumas. Sie hob die Kamera hervor und bemerkte „ein Spiel aus Spiegeln, eine Reihe von Blicken“, die auf den Zuschauer zurückfallen.
Kritischer rezensierte Françoise Dargent (Le Figaro) den Film, die ihn zwar für seine „schöne Idee“ lobte, diesem aber auch eine „Unbeholfenheit“ attestierte. Sie kritisierte u. a., dass der Film versuche, zu viele Aspekte der „condition féminine“ offenzulegen. Auch würden die Dialoge zwischen den beiden Hauptfiguren sowie die erotische Spannung beim Modellstehen nicht ausgenutzt. Dargent vermisste bei Sciammas erstem Kostümfilm eine „gewagtere“, „frechere“ Herangehensweise.
Im Dezember 2022 wurde Sciammas Werk in der alle zehn Jahre abgehaltenen Kritikerumfrage der britischen Zeitschrift Sight & Sound auf Platz 30 der „besten Filme aller Zeiten“ gewählt.

### Deutschsprachige Kritik
Kritiker der deutschsprachigen Leitmedien zeigten sich nach der Premiere in Cannes durchgehend beeindruckt von Sciammas Historiendrama.
Laut Verena Lueken (Frankfurter Allgemeine Zeitung) erzähle der Film die „Geschichte einer großen Liebe als Befreiung […] und gleichzeitig ein Stück Kunstgeschichte auf sehr eigenwillige Weise“. Sie hob insbesondere die Szenen der Abtreibung sowie der nachgestellten Abtreibung hervor und pries Porträt einer jungen Frau in Flammen als Gegenteil zur Kinoästhetik von Quentin Tarantinos Once Upon a Time in Hollywood („[…] vielleicht braucht es keine Männerkörper und weniger Frauenhintern, um große Kunst zu schaffen“). Später zählte Lueken Sciammas Regiearbeit gemeinsam mit Pedro Almodóvars Leid und Herrlichkeit und dem späteren Palmen-Gewinner Parasite zu den Favoriten auf den Hauptpreis des Filmfestivals bzw. rechnete Noémie Merlant und Adèle Haenel Chancen auf den Gewinn des Darstellerpreises ein.
Katja Nicodemus (Die Zeit) hatte Porträt einer jungen Frau in Flammen als einziges deutsches Mitglied des internationalen Kritikerspiegels von Screen International bereits die höchstmögliche Bewertung zukommen lassen (als einzigen Film neben Almodóvars Leid und Herrlichkeit). Selten habe ihrer Meinung nach „ein Film den Akt der künstlerischen Repräsentation so klug, so zart, so ergreifend befragt“. Es handle sich bei Sciammas Regiearbeit um einen „wunderbar unkostümiert wirkenden Kostümfilm“. Gleichzeitig mache sie die Zuschauer zu Komplizen von Mariannes Blick auf Héloïse, „der nicht damit rechnet, erwidert zu werden“.

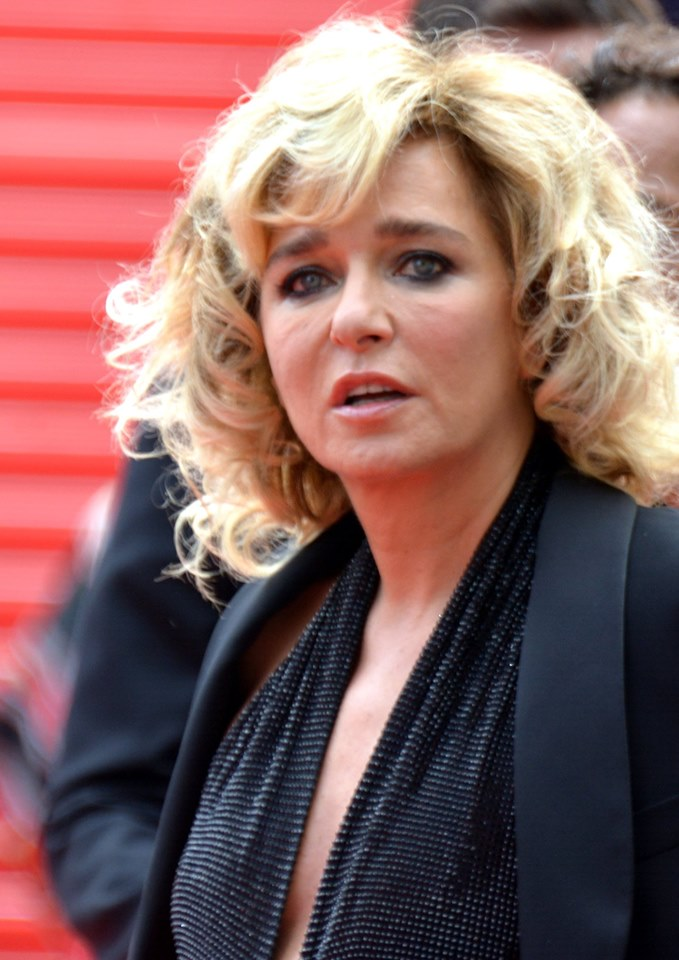
Valeria Golino, hier bei der Premiere des Films in Cannes im Mai 2019, spielt die Gräfin

Hannah Pilarczyk (Spiegel Online) schrieb, wie Blicke und Begehren zusammenhängen, sei das große Thema des Kinos. Unter dem Schlagwort „male gaze“ sei immer wieder diskutiert worden, inwieweit männliche Blicke und männliches Begehren die Filmgeschichte geprägt haben. Céline Sciamma greife mit dem Film diese Diskussionen auf und spiele sie gewissermaßen mit ihren Figuren nach. Weiter verweist Pilarczyk in ihrer Kritik auf das Essay Ein Zimmer für sich allein von Virginia Woolf, in dem die Autorin einst argumentierte, dass Frauen einen selbstbestimmten Rückzugsort bräuchten, um ihr wahres kreatives Potenzial zu entfalten. Sciamma liefere nun den glorreichen Beweis, wie wichtig auch ein Film für sich allein sein kann.
Dominik Kamalzadeh (Der Standard) lobte Sciamma gemeinsam mit Mati Diop (Atlantique) dafür, dass sie mit ihren Filmen „neuen Elan“ in den Wettbewerb von Cannes bringen würden. Die Regisseurin sei mit „genderpolitisch gedrehtem Blick gegen den Historienfilm in die Offensive“ gegangen und lote „erfindungsreich die feinen Verschiebungen im Verhältnis zweier Frauen aus“. „Sciamma zeigt nicht nur, wie ein Darstellungsakt die Verhältnisse aus der Balance bringt; die stärksten Momente hat ihr Film dort, wo er auf einer bretonischen Insel des Jahres 1770 eine weibliche Utopie entwirft. Zwei Frauen mit einem Dienstmädchen, die soziale Rollenbilder gänzlich negieren“, so Kamalzadeh.
Peter Osteried von der Gilde deutscher Filmkunsttheater beschreibt Porträt einer jungen Frau in Flammen als einen bewusst langsamen Film, der wunderschöne Landschaftsaufnahmen rauer Küsten biete. Was Sciamma hier abliefert, sei eine Übung in Langsamkeit, ein zwei Stunden langer Film, der das Äquivalent zu einer Porträtsitzung darstellt. Das Stillsitzen der zu Porträtierenden übertrage der Film auf den Zuschauer, und wenn man jemals mit dem Gedanken gespielt hat, sich aus dem Leben herauszunehmen, eine spirituelle Ruhepause oder Rückzug von der gewohnten Umgebung zu erleben, dann sei dieser Film das, was dem vermutlich am nächsten kommt, weil er so still und unscheinbar ist. Die musikalische Untermalung beschreibt Osteried 
als subtil und sie falle fast nie auf, wodurch der Film die emotionale Wirkungsweise von Musik gänzlich außen vor lasse, bis zu der vielleicht schönsten, weil auch tragischsten Szene des Films, die zum Ende kommt und in einer Oper spielt.
Die Jury der Evangelischen Filmarbeit empfiehlt Porträt einer jungen Frau in Flammen als Film des Monats Oktober 2019.
Das Lexikon des internationalen Films schreibt: „Der konzentriert und äußerst präzise inszenierte Liebesfilm reflektiert im historischen Rahmen gesellschaftliche Zwänge über diverse Perspektivwechsel, die über kleine meisterhafte Verschiebungen eine dezidiert weibliche Erfahrung abbilden. Die vielfältigen inneren Dramen der Figuren finden im nuancierten Spiel der Darstellerinnen eine bravouröse Umsetzung.“

## Auszeichnungen (Auswahl)
Porträt einer jungen Frau in Flammen gelangte gemeinsam mit Die Wütenden – Les Misérables und Proxima – Die Astronautin in die Vorauswahl als offizieller französischer Beitrag auf eine Oscar-Nominierung in der Kategorie Bester internationaler Film.
Im Folgenden eine Auswahl an weiteren Auszeichnungen und Nominierungen:
British Independent Film Awards 2019
- Nominierung als Bester internationaler Independentfilm[53]

César 2020
- Auszeichnung in der Kategorie Beste Kamera (Claire Mathon)
- neun weitere Nominierungen, darunter Bester Film und Beste Regie

Chicago International Film Festival 2019
- Auszeichnung als Bester Spielfilm im internationalen Wettbewerb (Céline Sciamma)
- Auszeichnung mit dem Silver Q-Hugo (Céline Sciamma)[54]

Critics’ Choice Movie Awards 2020
- Nominierung als Bester fremdsprachiger Film[55]

Europäischer Filmpreis 2019
- Nominierung für die Beste Regie (Céline Sciamma)
- Auszeichnung für das Beste Drehbuch (Céline Sciamma)
- Nominierung als Beste Schauspielerin (Noémie Merlant und Adèle Haenel)
- Auszeichnung mit dem European University Film Award (Céline Sciamma)

Filmfest Hamburg 2019
- Auszeichnung mit dem Art Cinema Award[56]

GLAAD Media Awards 2020
- Nominierung als Bester Film – Limited Release[57]

Golden Globe Awards 2020
- Nominierung als Bester fremdsprachiger Film (Céline Sciamma)

Independent Spirit Awards 2020
- Nominierung als Bester internationaler Film (Céline Sciamma)[58]

Internationale Filmfestspiele von Cannes 2019
- Auszeichnung für das Beste Drehbuch (Céline Sciamma)
- Nominierung für die Goldene Palme (Céline Sciamma)
- Auszeichnung mit der Queer Palm (Céline Sciamma)

Jerusalem Film Festival 2019
- Nominierung für den Gabriel Sherover Foundation Award – Bester internationaler Film (Céline Sciamma)

London Critics’ Circle Film Awards 2020
- Nominierung als Bester Film
- Nominierung als Bester fremdsprachiger Film
- Nominierung für die Beste Regie (Céline Sciamma)[59]

Los Angeles Film Critics Association Awards 2019
- Auszeichnung für die beste Kamera (Claire Mathon)

Melbourne International Film Festival 2019
- Auszeichnung mit dem Publikumspreis – Bester Film (Céline Sciamma)

National Board of Review Awards 2019
- Aufnahme in die Top 5 der besten fremdsprachigen Filme[60]

New York Film Critics Circle Awards 2019
- Auszeichnung für die Beste Kamera (Claire Mathon)

Norwegian International Film Festival 2019
- Auszeichnung mit dem Norwegischen Kritikerpreis – Bester Film (Céline Sciamma)

Prix Lumières 2020
- Nominierung als Bester Film (Céline Sciamma)
- Nominierung für die Beste Regie (Céline Sciamma)
- Nominierung als Beste Darstellerin (Noémie Merlant)
- Nominierung für die Beste Kamera (Claire Mathon)[61]

Satellite Awards 2019
- Nominierung als Bester fremdsprachiger Film